# 拉埃斯梅拉爾達 (巴爾沃阿區)
拉埃斯梅拉爾達（西班牙語：La Esmeralda），是巴拿馬的城鎮，位於該國中東部，由巴拿馬省的巴爾沃阿區負責管轄，面積39.5平方公里，海拔高度29米，2010年人口524，人口密度每平方公里13.3人。